# NGC 709
NGC 709 је лентикуларна галаксија у сазвежђу Андромеда која се налази на NGC листи објеката дубоког неба.
Деклинација објекта је + 36° 13' 23" а ректасцензија 1h 52m 50,6s. Привидна величина (магнитуда) објекта NGC 709 износи 14,2 а фотографска магнитуда 15,2. NGC 709 је још познат и под ознакама CGCG 522-40, PGC 6969.